# Szatmárzsadány
Szatmárzsadány (románul: Sătmărel), település Romániában, Szatmár megyében.

## Fekvése
Szatmár megyében, Szatmárnémetitől délnyugatra Szamosdob és Szatmárnémeti között, a hajdani Ecsedi-láp keleti szélén, a Homoród-patak mellett fekvő település.

## Nevének eredete
Neve személynévből keletkezett, magyar névadással.

## Története
Szatmárzsadány (Zsadány) nevét már a 13. század elején, 1215-ben említették a Váradi regestrumban Sadan néven. A falu eredetileg királyi várbirtok volt.
1222-ben a szatmári németek ispánja Mérk Zsadány lakosságát perli, amiért szolgálójától 6 márkát erőszakkal elvettek.
1332-ben is Sadan néven írták nevét, ekkor a Zsadányi család-é volt, kinek a település ősi birtoka volt.
1379-ben már Szántói Petten fiainak birtokaként említették egy oklevélben.
1391-ben pedig a Báthoriakat iktatták be a birtok egyes részeibe.
1400-as években pedig a Vetési család kapott részt benne.
A 15. században már két részből álló település volt: Nagsadan és Kyssadan volt említve.
1548-ban Pálfalvai Burián László kapta meg Kis-Zsadányt.
1609-ben pedig Macskássy Mihály, 1632-ben Németi János Nagy-Zsadányban kapott birtokrészt.
1660 júniusábban itt táborozott Barcsay Ákos fejedelem.
1709-ben gróf Károlyi Sándor serege is táborozott itt.
A 18. század végén a gróf Teleki, gróf Thoroczkay, Szalay, Sztojka, Dániel, Buday, Kállay és Domahidy családok voltak a település földesurai.
A 19. század elején birtokosa a Haller család volt.
A 20. század elején Szarka Andor, a szatmári jezsuiták és Világossy Gáspár volt itt birtokos.
A trianoni békeszerződés előtt Szatmárzsadány Szatmár vármegye Szatmárnémeti járásához tartozott.

## Közlekedés
A települést érinti a Nagyvárad–Székelyhíd–Érmihályfalva–Nagykároly–Szatmárnémeti–Halmi–Királyháza-vasútvonal.

## Nevezetességek
- Görögkatolikus temploma - 1820-ban épült.